# Son Mercer de Baix
Son Mercer de Baix, ou selon son nom complet le village naviforme de son Mercer de Baix, est un site préhistorique, situé sur la commune de Ferreries, sur l'île de Minorque, dans l'archipel des Baléares, en Espagne. Le site est daté de la période naviforme, durant l'Âge du bronze (IIe millénaire av. J.-C.).

## Historique
Son Mercer de Baix est le site de la période naviforme le plus connu de Minorque. Il a bénéficié de plusieurs campagnes de fouilles archéologiques : fouille du naviforme n°2 en 1962 par l'archéologue María Luisa Serra, fouille des naviformes n°3 et 4 entre 1977 et 1982, prospection périphérique des habitats et fouille de l'extérieur de la « Cova des Moro » en 2002.
Le site a été déclaré bien d'intérêt culturel en 1931 (numéro d'enregistrement RI-51-0003487). En 2013, l'Espagne a proposé l'inscription du site au titre de la « culture talayotique de Minorque » sur la liste indicative de l'UNESCO, préalable à une possible inscription au Patrimoine mondial.

## Les naviformes
Le site archéologique domine le versant oriental du ravin Barranc d'En Fideu. Le village a été abandonné à une époque indéterminée et aucun vestige de la culture talayotique n'y a été découvert, mais on peut y observer des structures d'époque romaine correspondant à une seconde occupation, de nature plus occasionnelle que la première, car les vestiges de l'époque romaine ne sont pas très abondants.
Les principaux édifices visibles sur place sont des structures connues sous le nom de navettes d'habitat ou « naviformes ». La mieux conservée est le naviforme n°1, situé à l'entrée du village et connu sous le nom de la Cova des Moro (« la grotte des Maures »).
Le naviforme n°1 est de plan allongé, en forme de fer à cheval, avec des murs construits en appareil cyclopéen. L'édifice est mentionné dès 1870 et fut longtemps considéré comme une étant une naveta. En 1908, l'archéologue A. Vives Escudero mit en doute son rôle funéraire et considéra qu'il s'agissait d'une salle hypostyle, du même type que celle d'Es Galliner. Une partie de la toiture a été conservée. Le toit est constitué de grandes dalles, soutenues par trois colonnes construites avec de grandes pierres posées les unes sur les autres de bas en haut en ordre croissant de largeur. D'après un dessin d'Émile Cartailhac, on sait qu'il existait une quatrième colonne, déjà effondrée à la fin du XIXe siècle, dans la zone d'entrée. La première de ces colonnes s'est brisée en 2001, entraînant un effondrement partiel du toit. Elle a été restaurée en 2002. Aucun matériel archéologique n'a été découvert dans l'édifice, la couche archéologique ayant été détruite par l'utilisation contemporaine du bâtiment comme abri pour le bétail. Les structures adjacentes sur le côté est du naviforme, d'un style architectural complètement différent, datent de l'époque romaine.

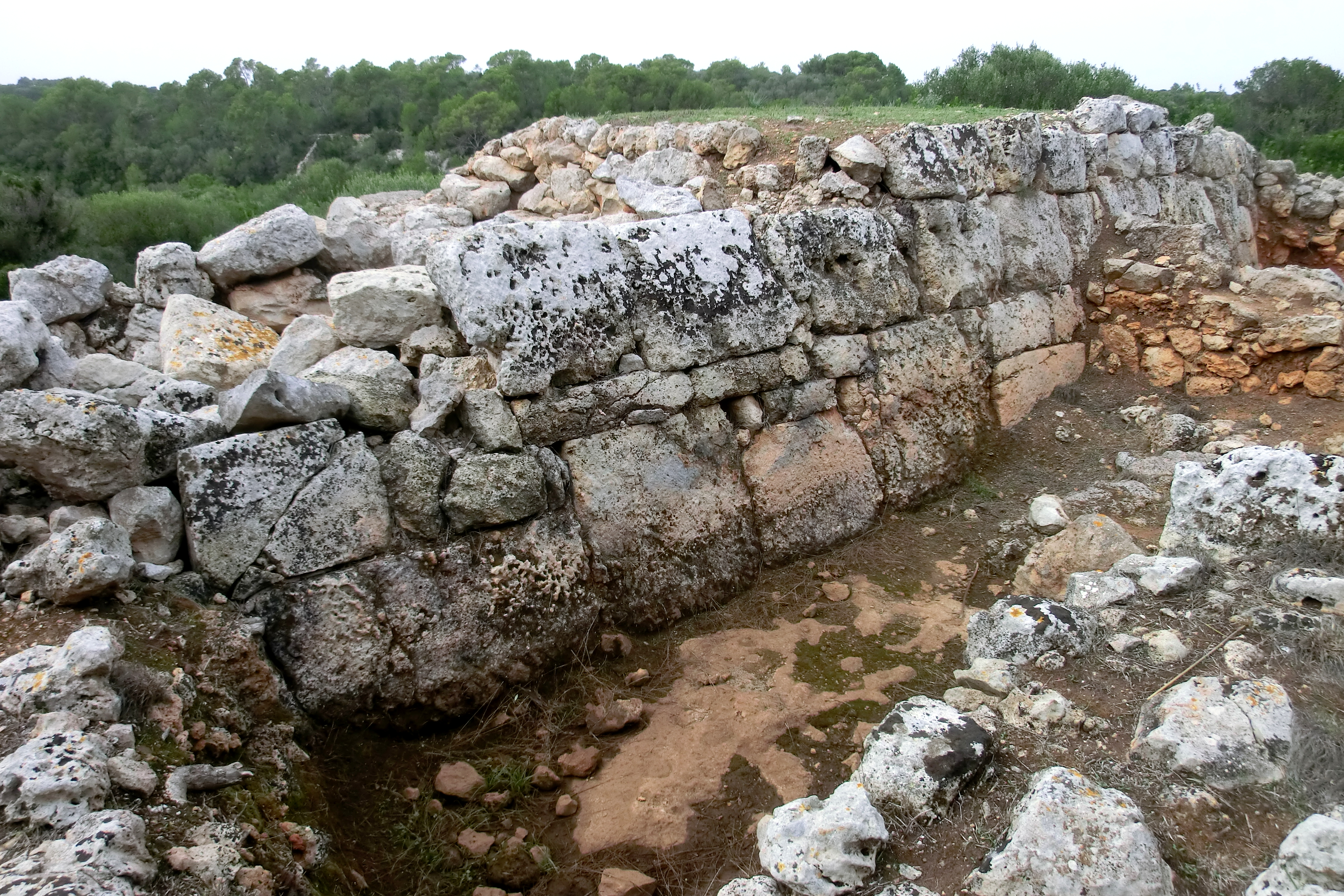
Mur cyclopéen du naviforme n°1.
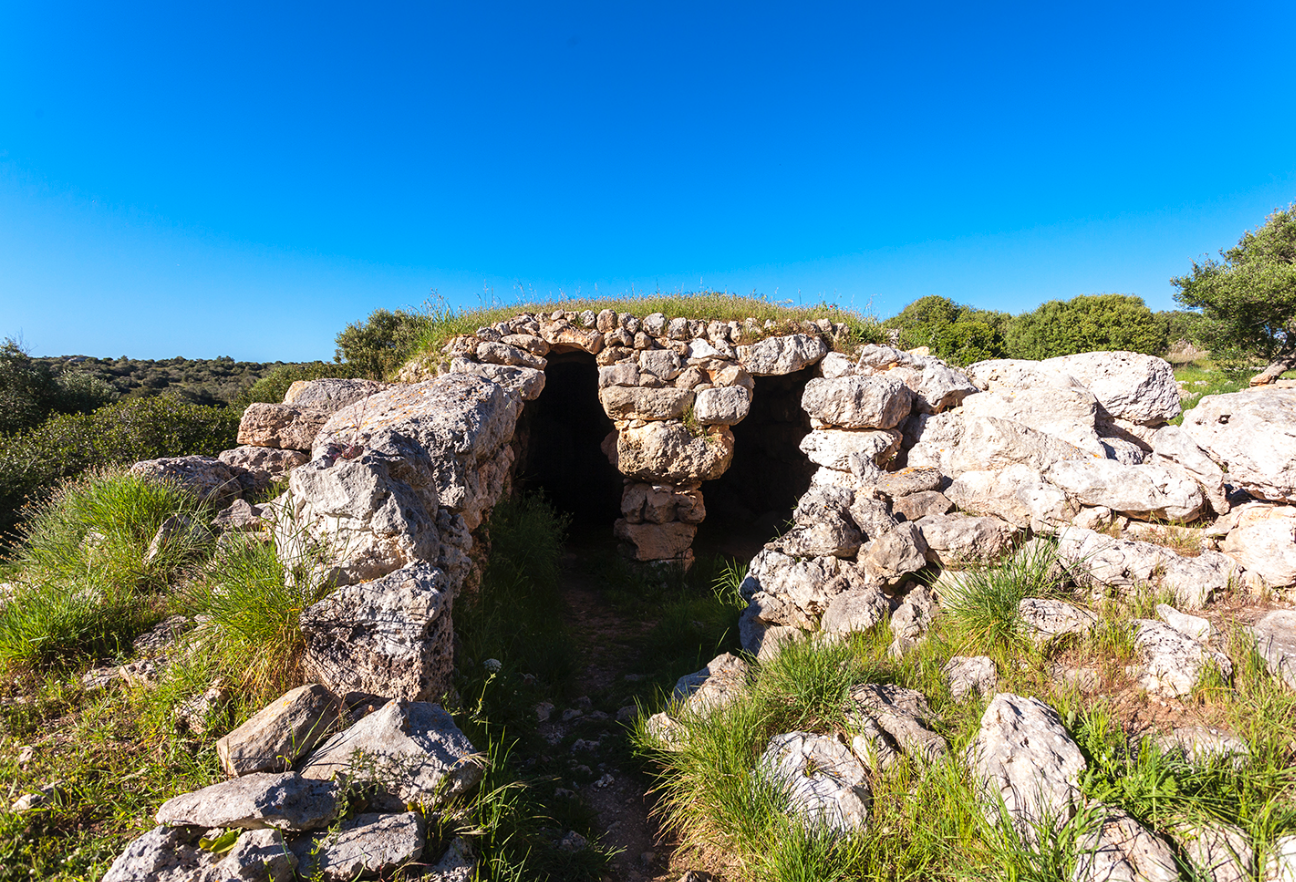
Entrée du naviforme n°1.
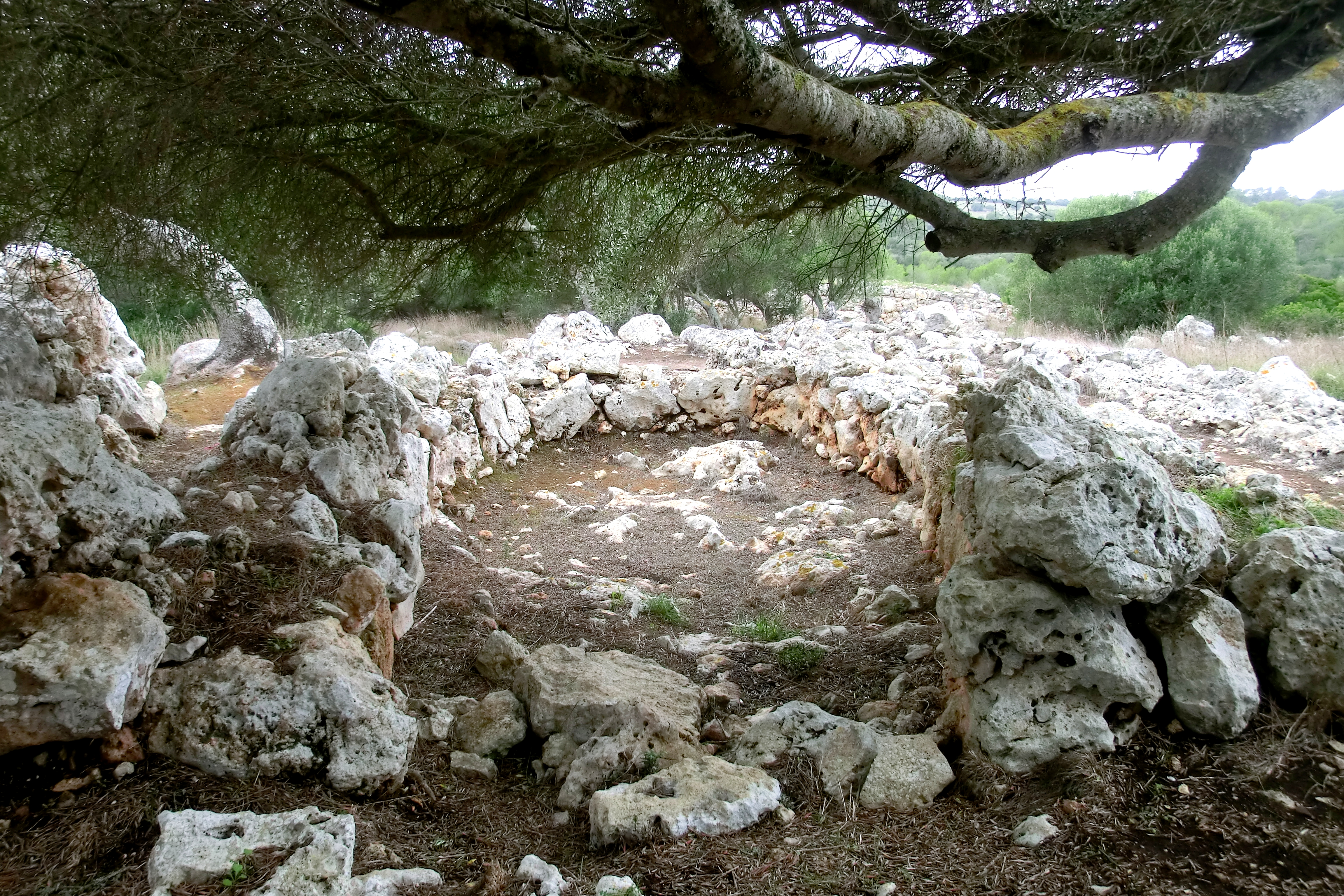
Naviforme n°2.
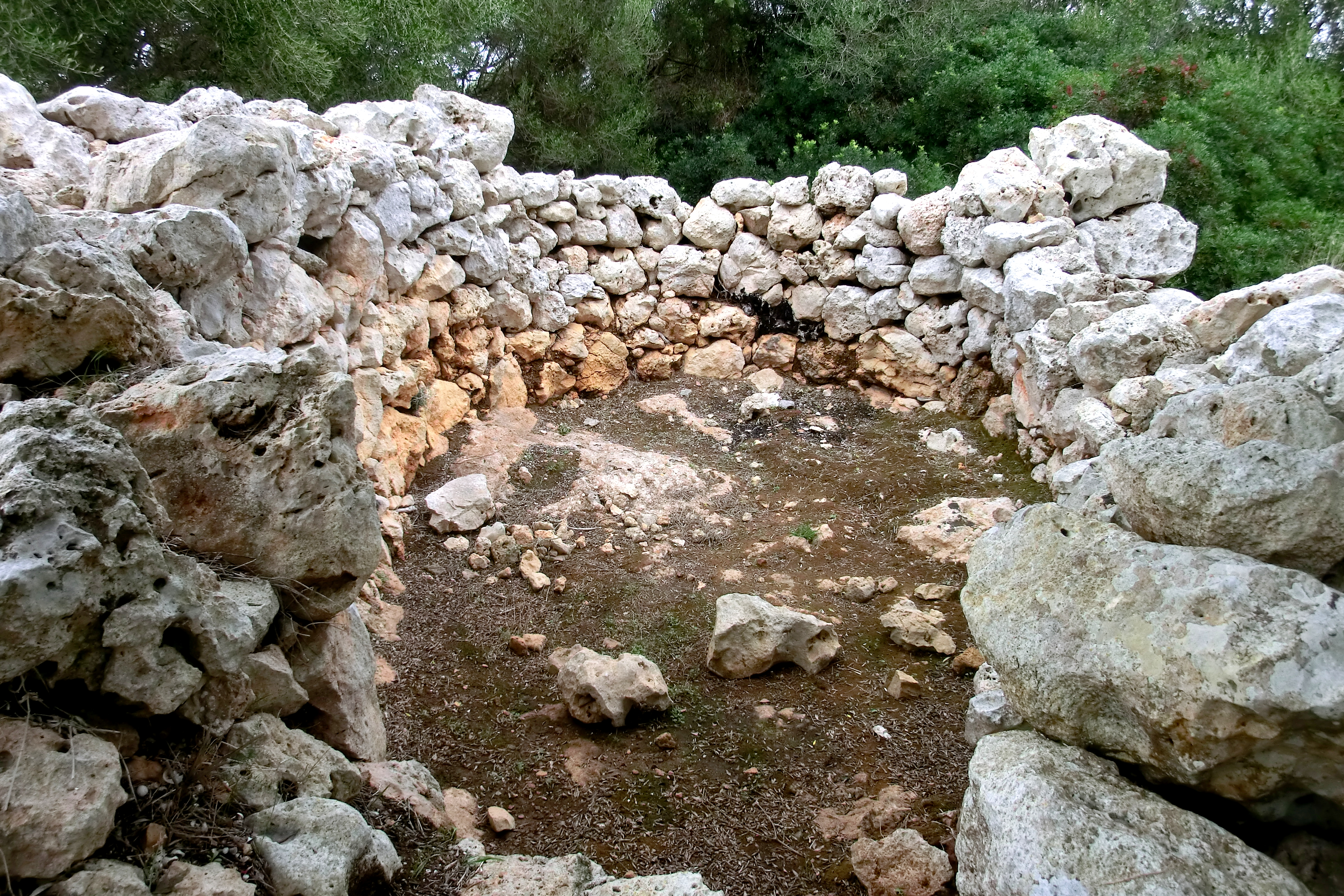
Naviforme n°3.
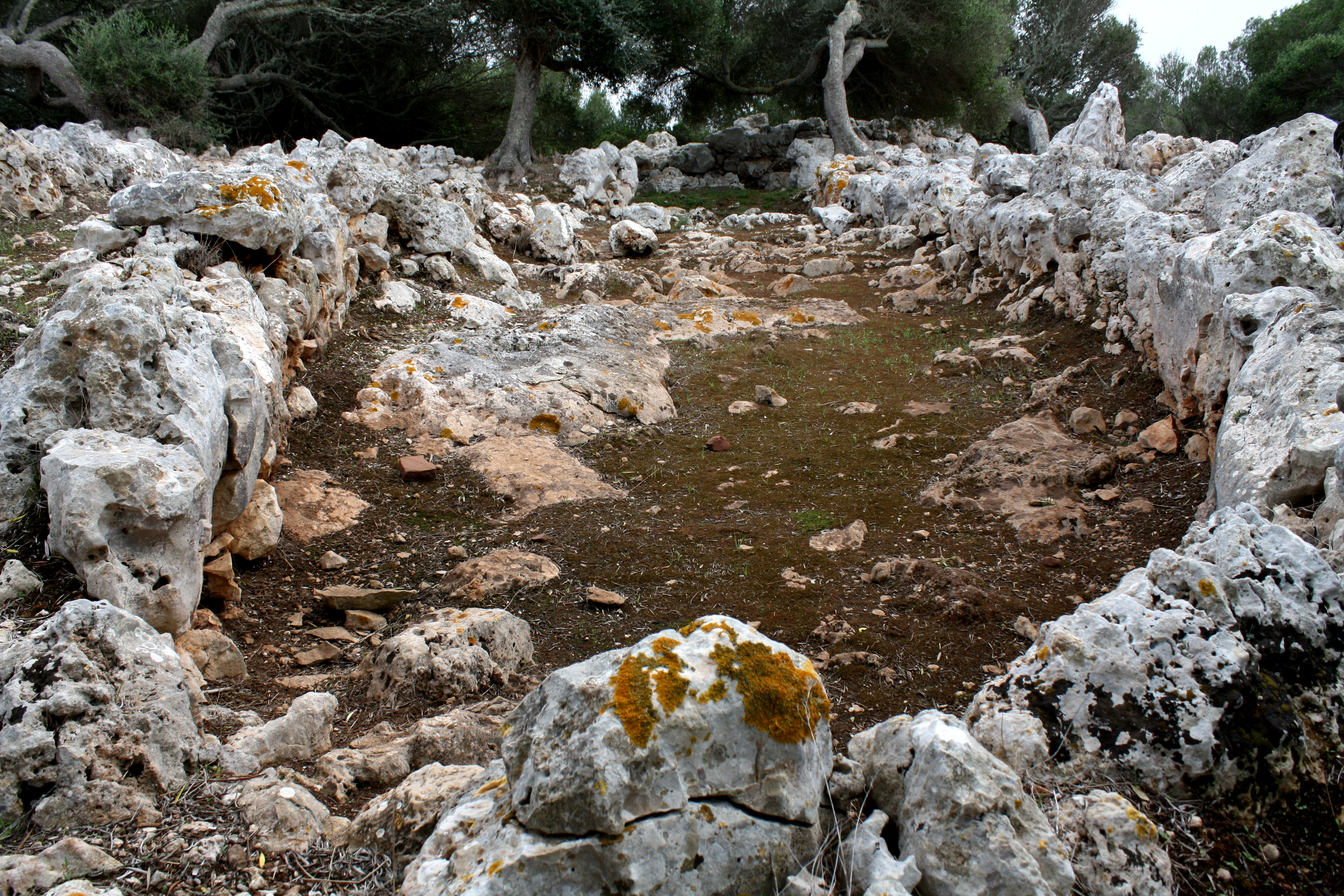
Naviforme n°4.

Les naviformes n°2 et n°3 sont voisins. Ils sont très similaires par leur architecture et par leur taille, beaucoup plus petite que celles des n°1 et 4. Le naviforme n°2 comporte un plan peu allongé, en forme de fer à cheval, avec une abside semi-circulaire. Sur le côté gauche en entrant, on peut observer une banquette fouillée en 1962 par Maria Lluïsa Serra, qui y découvrit une série de fragments de céramique (bols, petits pots). Le plan du naviforme n°3 est légèrement plus ovale et son orientation est inversée (la porte étant ici située côté ouest). Il a été fouillé entre 1977 et 1982 mais, ayant été réoccupé à la période romaine, seul du matériel archéologique de cette période y a été trouvé.
Le naviforme n°4 mesure 18 m de long. C'est le plus grand habitat du village, mais c'est aussi celui dont les murs sont les moins hauts. Avec son plan allongé en forme de fer à cheval, son orientation au sud et un seul mur de parement à l'entrée, c'est le bâtiment qui se rapproche le plus des caractéristiques d'un naviforme typique. Dans le fond du naviforme, de nombreuses pièces en céramique faites à la main ont été découvertes. Les pièces de forme quadrangulaire qui lui sont adossées côté est comportent des murs à double parement. Il s'agissait probablement d'un atelier du travail du bronze, comme l'atteste la découverte sur place de fragments de divers outils destinés au travail du métal (creusets en céramique réfractaire), d'un lingot de bronze et de scories métalliques.

## Datation
Le site a été daté de l'Âge du bronze (moyen à récent), soit entre 1400 et 1000 av. J.-C.